# Rhampholeon boulengeri
Espèce
Statut de conservation UICN

 LC  : Préoccupation mineure
Rhampholeon boulengeri est une espèce de sauriens de la famille des Chamaeleonidae.

## Répartition
Cette espèce se rencontre en Tanzanie, au Kenya, en Ouganda, au Burundi, au Rwanda et dans le nord-est du Congo-Kinshasa.

## Étymologie
Cette espèce est nommée en l'honneur de George Albert Boulenger.

## Publication originale
- Steindachner, 1911 : Vorläufiger Bericht über drei neue Arten aus der Familie Chamaeleontidae. Anzeiger der Kaiserlichen Akademie der Wissenschaften, Mathematisch-Naturwissenschaftliche Classe, vol. 48, p. 177-179 (texte intégral).